# Vieuvy
Vieuvy es una comuna francesa situada en el departamento de Mayenne, en la región de Países del Loira.

## Demografía
| 267 | 218 | 183 | 178 | 138 | 115 | 107 |
| Para los censos de 1962 a 1999 la población legal corresponde a la población sin duplicidades (Fuente: INSEE [Consultar]) |     |     |     |     |     |     |